# Sanjiangyuan-Naturschutzgebiet

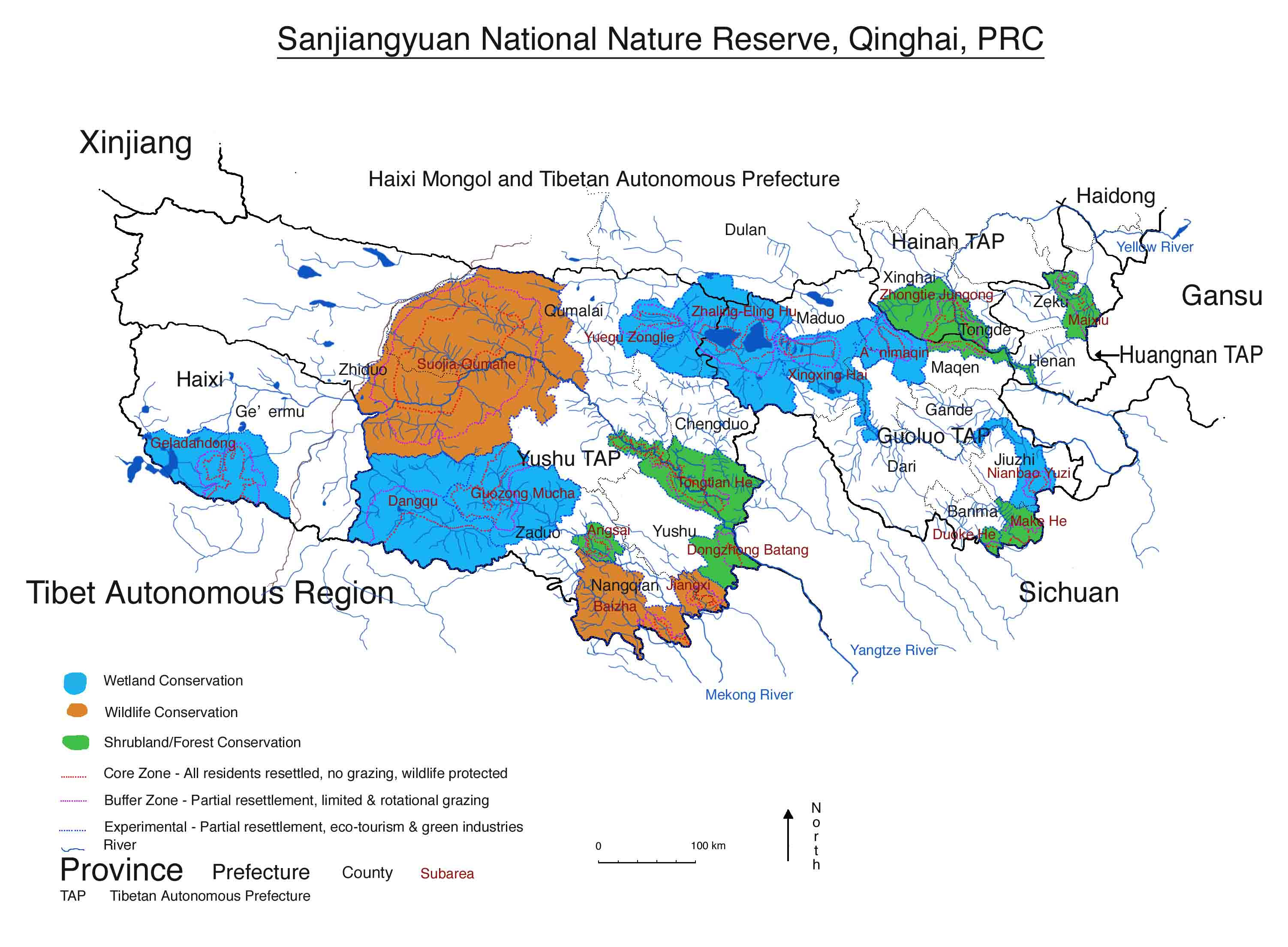
Lage des Naturschutzgebietes im Südteil Qinghais, farbig hervorgehoben sind die Conservation Areas

Das Sanjiangyuan-Naturschutzgebiet ist ein Schutzgebiet im Süden der chinesischen Provinz Qinghai. Es ist das zweitgrößte Schutzgebiet der Erde und bedeckt 152.300 Quadratkilometer Land. Auf dieser gewaltigen Fläche, die größer als England und Wales zusammen ist, leben nur etwa 200.000 Menschen. Drei gewaltige Flüsse, der Yangtzekiang, der Gelbe Fluss und der Mekong entspringen in dieser Region und werden von den zahlreichen Feuchtgebieten gespeist. Das Reservat beinhaltet insgesamt 18 besondere Schutzzonen (Conservation Areas), wobei zwischen drei Typen unterschieden wird: (1) Feuchtgebiets-Schutzzonen, (2) Wildschutzzonen und (3) Busch- und Waldschutzzonen.
Das Gebiet beherbergt zahlreiche typische Wildtiere des tibetischen Hochlands. Darunter etwa die Tibetgazelle. Zudem ist es eines der wenigen Schutzgebiete, in denen der Weißlippenhirsch vorkommt. Weitere bedrohte Arten des Schutzgebietes sind der Wildyak und die Tibetantilope.